# Sekukinumab
Sekukinumab – w pełni ludzkie przeciwciało monoklonalne klasy IgG1, skierowane przeciwko interleukinie 17A.
W styczniu 2015 FDA oraz EMA po raz pierwszy zatwierdziły preparat z sekukinumabem o nazwie Cosentyx do leczenia łuszczycy plackowatej.

## Mechanizm działania
Sekukinumab wiążąc się z interleukiną 17A, hamuje jej interakcję z receptorem dla IL-17, który znajduje się na powierzchni komórek (m.in. na keratynocytach). Konsekwencją neutralizowania IL-17A jest hamowanie uwalniania cytokin prozapalnych, chemokin i mediatorów uszkodzenia tkanek, a także zmniejszanie udziału IL-17A w wywoływaniu chorób zapalnych i autoimmunologicznych.

## Wskazania
Sekukinumab (preparat Cosentyx) w Unii Europejskiej zarejestrowany został przez EMA w leczeniu:
- umiarkowanej do ciężkiej postaci łuszczycy plackowatej u osób dorosłych i dzieci powyżej 6. roku życia, którzy wymagają podania leku doustnie lub we wstrzyknięciu;
- łuszczycowego zapalenia stawów u dorosłych, gdy leki modyfikujące przebieg choroby (DMARD) nie są skuteczne;
- spondyloartropatii osiowych u osób dorosłych, gdy DMARD nie są skuteczne (choroba musi być widoczna w obrazie RTG lub w przypadku spondyloartropatii osiowej bez zmian radiologicznych, ale z wyraźnymi objawami stanu zapalnego);
- dwóch typów młodzieńczego idiopatycznego zapalenia stawów (zapalenia stawów z towarzyszącym zapaleniem przyczepów ścięgnistych i młodzieńczego łuszczycowego zapalenia stawów) u pacjentów powyżej życia, gdy leczenie konwencjonalne jest nieskuteczne lub nietolerowane;
- umiarkowanej do ciężkiej postaci trądziku odwróconego, gdy leczenie klasyczne jest nieskuteczne.

Amerykańska Agencja Żywności i Leków zatwierdziła Cosentyx w leczeniu:
- umiarkowanej do ciężkiej postaci łuszczycy plackowatej u osób dorosłych i dzieci powyżej 6. roku życia, którzy kwalifikują się do leczenia ogólnoustrojowego lub fototerapii;
- czynnego łuszczycowego zapalenia stawów u chorych powyżej 2. roku życia;
- dorosłych z aktywnym zesztywniającym zapaleniem stawów kręgosłupa;
- dorosłych z aktywną spondyloartropatią osiową, bez zmian radiologicznych i obiektywnymi objawami zapalenia;
- aktywnego zapalenia stawów z towarzyszącym zapaleniem przyczepów ścięgnistych u chorych powyżej 4. roku życia;
- umiarkowanej do ciężkiej postaci trądziku odwróconego u osób dorosłych.

W większości przypadków lek podawany jest podskórnie, jednak w październiku 2023 FDA zatwierdziła podawanie sekukinumabu dożylnie w leczeniu łuszczycowego zapalenia stawów i innych typów zapalenia stawów.